# Derkul
Derkul (tiếng Nga và Ukraina: Деркул) là một phụ lưu tả ngạn của sông Seversky Donets tại tỉnh Luhansk của Ukraina, một phần tạo thành biên giới với tỉnh Rostov của Nga. Sông dài 163 kilômét (101 mi), và có diện tích lưu vực là 5.180 kilômét vuông (2.000 dặm vuông Anh).

## Mô tả
Thung lũng sông Derkul không đối xứng, rộng từ 2 đến 5 km. Sườn bên hữu ngạn dốc, cao (60-70 m), sườn bên tả ngạn thoai thoải. Sông uốn lượn, rộng từ 10 m (ở thượng lưu) đến 30 m (ở hạ lưu), cũng lần lượt sâu 0,5 m và sâu 1-1,3 m. Độ dốc của sông là 0,6 m/km. Sông được sử dụng cho nhu cầu tưới tiêu và kinh tế.

## Vị trí
Sông Derkul bắt nguồn ở phía bắc của thành phố Markivka tại tỉnh Luhansk, tại vùng chân đồi phía tây của cao nguyên Trung Nga. Sông chảy chủ yếu theo hướng nam qua một vùng đồng bằng nhiều núi tại phía đông bắc của tỉnh Luhansk. Cuối cùng sông Derkul đổ vào sông Seversky Donets gần vùng ngoại vi phía đông của làng Novokyivky. 
Đường biên giới Nga-Ukraina ở trên đoạn sông dài khoảng 20 km chạy dọc giữa hạ lưu sông Derkul, trước khi sông này đổ vào sông Seversky Donets. Sông chảy qua các huyện Markivka, Bilovodsk, Stanytsya Luhanska của tỉnh Luhansk.

## Sinh thái
Ở vùng hạ lưu của sông, thuộc huyện Stanytsya Luhanska, có khu bảo tồn ngư học "Derkulskyi". Ở gần cửa sông, tại góc giữa Derkul và Donets, có khu bảo tồn cảnh quan "Shariv Kut".
Trong ranh giới của khu bảo tồn thiên nhiên "Derkulsky", khoảng giữa các làng Syze và Bolotene từ phía nam và làng Kolesnykivka từ phía bắc, trên bậc thang cây thông ở hữu ngạn Derkul, có một trạm sinh học của Đại học Quốc gia Luhansk "Novo-Illenko".

## Phụ lưu
- Tả ngạn: Balka Prosyanyy Yar, Bila, Lizna, Zhuravka, Dubovets', Balka Solonyi Yar, Povna, Balka Kruta, Prohnii, Balka Tokmachiva.

- Hữu ngạn: Byshkin', Yar Tretyakiv, Balka Velykyi Yar, Chuhynka, Herasymova, Balka Komyshova.

## Khu định cư
Các đô thị và làng nằm ven sông Derrkul: Markivka, Komuna, Sychivka, Kryz'ke, Bondarivka, Kuryachivka, Harmashivka, Lymarivka, Kononivka, Bilovods'k, Horodnye, Tretyakivka, Danylivka, Pervomays'k, Horodyshche, Frolovka (Nga), Nozdrivka, Podhayevka (Nga), Derkuls'ke, Tytovka (Nga), Oleksandrivka, Mashlykino (Nga), Novoruskiy (Nga), Zolotarivka, Krasnyy Derkul, Ushakovka (Nga), Mozhayevka (Nga), Harasymivka, Yuhanivka, Manots'ky (Nga).